# Reddings Brigade Uden
De Reddingsbrigade Uden of Reddings Brigade Uden is een reddingsbrigade, gestationeerd in de gemeente Maashorst, met als standplaats Uden en aangesloten bij de Reddingsbrigade Nederland. De reddingsbrigade had tot en met 2017 recreatieplas Hemelrijk als bewakingsgebied. Door het niet rond krijgen van bewakingsroosters heeft het sindsdien geen vast bewakingsgebied meer maar is veelal actief in de bewaking op van evenementen op of aan het water. Hieronder vallen onder andere open water zwemwedstrijden, obstacle runs en festivals.

## Geschiedenis
De Reddings Brigade Uden is opgericht in 1986. Voor de oprichting werden al verschillende zwemmend redden activiteiten gedaan bij de Udense zwemverenigingen Zeester Meerval (een wedstrijdzwem- en waterpolovereniging) en ZIOG. Na overleg en op aansporing van enkele leden en de K.N.R.B.D. werden de activiteiten van beide verenigingen samengevoegd tot een reddingsbrigade. Alle leden zijn vrijwilligers. In 2010 verkreeg de reddingsbrigade een eigen zelfstandige juridische status en sinds 2012 is de vereniging aangesloten bij de Regionale Voorziening Reddingsbrigades (RVR) Brabant-Noord.

## Opleidingen
De Reddingsbrigade Uden geeft vele gerichte opleidingen binnen Reddingsbrigade Nederland, en daarnaast enkele andere opleidingen die van belang kunnen zijn voor het werk als vrijwilliger bij de reddingsbrigade:
- Klein Vaarbewijs 1 en 2 zijn wettelijk verplicht voor het besturen van een aantal categorieën schepen op open water.
- Marifonie: het basiscertificaat marifonie is verplicht wanneer een schip een marifooninstallatie bevat.